# Catriona Gray
Catriona Elisa Magnayon Gray (ur. 6 stycznia 1994 w Cairns) - filipińsko-australijska modelka i celebrytka, Miss Universe 2018.

## Życiorys

### Rodzina i edukacja

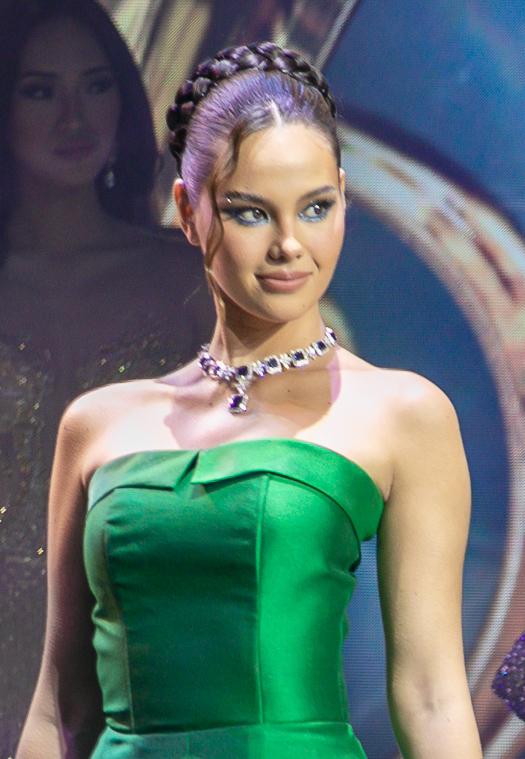
Catriona Gray na Binibining Pilipinas 2022

Gray urodziła się w Cairns, w australijskim stanie Queensland. Jej ojcem był Ian Gray, który urodził się w 1945 roku w Fraserburghu, lecz od 1952 mieszkał w Australii; matką była Normita Ragas Magnayon, pochodząca z prowincji Albay na Filipinach.
Catriona uczęszczała do Trinity Anglican School w Cairns, a potem ukończyła Berklee College of Music w Bostonie.

### Kariera
Catriona wygrała pierwszy konkurs piękności, Little Miss Philippines, mając pięć lat.  2 października 2016 wygrała w finale Miss World Philippines 2016, po czym reprezentowała Filipiny na Miss World 2016 awansując do pierwszej piątki. Wygrała później konkurs Binibining Pilipinas 2018, dostając tytuł Miss Universe Philippines 2018 i reprezentowała ten kraj na konkursie Miss Universe 2018, który również wygrała.
W 2019 roku przekazała koronę Zozibini Tunzi, lecz brała udział w szeregu kolejnych konkursów jako jurorka lub prezenterka. Poza tym próbowała swoich sił jako wokalistka.

## Wyróżnienia
W marcu 2022 roku jej figura woskowa została odsłonięta w Madame Tussauds Singapur.